# Kim Jong-Hun
Kim Jong-Hun, född 1 september 1956, är en pensionerad nordkoreansk fotbollsspelare och var förbundskapten för Nordkoreas fotbollslandslag. Som spelare spelade han för det nordkoreanska laget April 25.
Efter hans avslutade sin spelarkarriär blev han manager över April 25 tills 2007, då han blev förbundskapten för det Nordkoreanska landslaget. 2009 ledde han Nordkorea till Fotbolls-VM 2010. Efter Nordkoreas dåliga VM fick Kim hård kritik efter att han kom tillbaks till Nordkorea efter VM. Radio Free Asia rapporterade att han offentligt var skam och fördömdes i timmar framför 400 personer, däribland Nordkoreas idrottsminister. Kim anklagades att förråda general Kim Jong-un, landets tronarvinge.